# Manchester Mark I
Manchester Mark I, auch Manchester Automatic Digital Machine (MADM) genannt, war ein britischer Röhrencomputer, der 1948/49 an der University of Manchester konstruiert wurde.

## Geschichte
Der „Vater“ moderner Computer, Alan Turing, lehrte an der University of Manchester. 1948 entstand aus seinen Ideen die Small-Scale Experimental Machine, der erste auf der Von-Neumann-Architektur basierende Computer. Dieser war der Prototyp des Manchester Mark I, der von Frederic Calland Williams und Tom Kilburn noch an der Universität Manchester konstruiert wurde. Als Datenspeicher wurde ein Trommelspeicher verwendet, als Speichermedium für Programme wurden sogenannte Williamsröhren eingesetzt, die sich als extrem wartungsintensiv und empfindlich erwiesen. Trotzdem konnte Tom Kilburn die Funktionsfähigkeit des Rechners demonstrieren: er schrieb am 21. Juni 1948 ein erstes 17-Zeilen-Programm, um den höchsten Faktor einer Zahl zu berechnen.
Aus dem Manchester Mark I entwickelte die britische Firma Ferranti den Computer Ferranti Mark I, der nach dem Zuse Z4 der zweite kommerziell erhältliche Universal-Computer war. Er wurde erstmals im Februar 1951 ausgeliefert, kurz vor dem UNIVAC I.
1950 hat Alan Turing 1104 Nullstellen der Riemannschen ζ-Funktion an dem Computer berechnen können.

## Trivia
An der Entwicklung des Manchester war unter anderem das Mathematikerehepaar Mary Lee Woods und Conway Berners-Lee beteiligt, dessen Sohn Tim Berners-Lee später die Hypertext Markup Language erfand und so zum Begründer des World Wide Web wurde.